# Ponyo
Ponyo (jap. 崖の上のポニョ Gake no ue no Ponyo) – pełnometrażowy film anime w reżyserii Hayao Miyazakiego, powstały w założonym przez niego Studiu Ghibli. Dystrybutorem filmu w Japonii jest Tōhō, w Polsce zaś Monolith Plus.

## Opis fabuły
Film opowiada o małej rybce, która ucieka ze swojego podwodnego królestwa. Wyrzucona na brzeg zostaje odnaleziona przez pięcioletniego Sōsuke, mieszkającego w domu na klifie. Chłopiec nadaje rybce imię Ponyo i obiecuje, że będzie się nią opiekował. Fujimoto, ojciec rybki, wzywa na pomoc duchy morza, które odbierają ją Sōsuke.
Po powrocie do domu Fujimoto rozmawia ze swoją córką, zwracając się do niej Brünnhilde. Rybka stwierdza, że nazywa się Ponyo i chce zostać człowiekiem, ponieważ zakochała się w Sōsuke. Zaniepokojony ojciec wzywa na pomoc matkę Ponyo, królową morza. Rybka, z pomocą swoich sióstr, ucieka ponownie, wykorzystując magię ojca, aby zamienić się w człowieka, co powoduje różne anomalie i wywołuje olbrzymi sztorm. Ponyo dociera do domu Sōsuke, gdzie wraz z nim i jego matką, Lisą, czekają na zakończenie sztormu. Lisa postanawia zostawić dwójkę dzieci i udać się do domu opieki społecznej, w którym pracuje, aby zająć się jego pensjonariuszami.
Granmamare, matka Ponyo, odbywa rozmowę z Fujimoto, podczas której stwierdza, że jeśli dziewczynka i Sōsuke przejdą test, rybka będzie mogła zamieszkać w ludzkim świecie, a wszelkie anomalie znikną. Sōsuke i Ponyo budzą się w domu na klifie, odkrywając, że wszystko, co znajduje się poniżej niego, zalane jest wodą. Dzieci, używając magicznie powiększonej przez Ponyo zabawkowej łódki, postanawiają dostać się do domu opieki, aby spotkać się z Lisą. Podczas podróży Ponyo traci magiczne zdolności i na powrót staje się rybką. Z pomocą Fujimoto dzieci docierają do znajdującego się pod wodą domu opieki, gdzie Granmamare pyta Sōsuke, czy kocha Ponyo nawet jako rybkę. Chłopiec odpowiada, że kocha ją pod każdą postacią, dzięki czemu królowa oceanu zamienia Ponyo w człowieka i pozwala jej zamieszkać z Sōsuke.

## Produkcja
Prace nad filmem rozpoczęły się w październiku 2006 roku. Pomysłodawcą fabuły i autorem scenariusza jest sam Hayao Miyazaki. Reżyser zdradził, że postać chłopca została wykreowana na wzór jego syna, Gorō. W przeciwieństwie do innych produkcji ze studia Ghibli, Ponyo została zrealizowana przy wykorzystaniu tradycyjnej animacji.
Premiera filmu w Japonii miała miejsce 19 lipca 2008 roku, wyświetlany był w 481 kinach, co było wynikiem rekordowym, ponieważ żaden japoński film nie był wcześniej wyświetlany w takiej ilości kopii. W pierwszym miesiącu dystrybucji kinowej film zarobił dziesięć miliardów jenów (ok. 260 milionów złotych), zaś przez pierwszych czterdzieści jeden dni wyświetlania obejrzało go dziesięć milionów widzów. 3 lipca 2009 roku film wydany został w Japonii na DVD, zaś 14 sierpnia zadebiutował w USA.
Dystrybutorem filmu w Polsce, podobnie jak w przypadku większości poprzednich filmów Studia Ghibli, został Monolith Plus. Początkowo film trafić miał do kin w maju 2009 roku, pod patronatem medialnym serwisu anime.com.pl, jednakże premierę wielokrotnie przekładano. Ostatecznie na początku 2010 roku film wydany został na DVD w wersji z lektorem.
W 2009 r. film otrzymał pięć nagród na ósmych Międzynarodowych Tokijskich Targach Anime, m.in. za najlepsze anime roku i dla najlepszego reżysera.

## Obsada
| Rola                                 | Oryginalny głos     | Wersja angielska |
| ------------------------------------ | ------------------- | ---------------- |
| Ponyo                                | Yuria Nara          | Noah Cyrus       |
| Sōsuke                               | Hiroki Doi          | Frankie Jonas    |
| Lisa                                 | Tomoko Yamaguchi    | Tina Fey         |
| Fujimoto                             | Jōji Tokoro         | Liam Neeson      |
| Granmammare                          | Yūki Amami          | Cate Blanchett   |
| Kōichi (ojciec Sōsukego)             | Kazushige Nagashima | Matt Damon       |
| Toki (pensjonariuszka domu opieki)   | Kazuko Yoshiyuki    | Cloris Leachman  |
| Yoshie (pensjonariuszka domu opieki) | Tomoko Naraoka      | Betty White      |
| Siostry Ponyo                        | Akiko Yano          | –                |

## Wersja polska
Wersja polska: Studio Sonica

Tekst: Aleksandra Dobrowolska

Reżyseria: Miriam Aleksandrowicz

Dźwięk: Maciej Brzeziński

Czytali: Joanna Pach i Tomasz Kozłowicz.